# Roger Shepard
Roger Newland Shepard (nascido em 30 de janeiro de 1929) é um cientista cognitivo norte-americano e autor da "lei universal da generalização" (1987). Ele é considerado o pai da pesquisa em relações espaciais. Ele estudou a rotação mental e foi um inventor da escala multidimensional não métrica, um método para representar certos tipos de dados estatísticos em uma forma gráfica que pode ser apreendida por humanos. A ilusão de ótica chamada de mesas de Shepard e a ilusão auditiva chamada de tons de Shepard receberam seu nome.

## Biografia
Shepard nasceu em 30 de janeiro de 1929 em Palo Alto, Califórnia. Seu pai era professor de ciência de materiais em Stanford. Quando criança e adolescente, ele gostava de mexer em relógios antigos, construir robôs e fazer modelos de poliedros regulares.
Ele frequentou Stanford como estudante de graduação, eventualmente se formando em psicologia em 1951.
Shepard obteve seu Ph.D. em psicologia na Universidade de Yale em 1955 sob Carl Hovland, e completou o treinamento de pós-doutorado com George Armitage Miller em Harvard. Posteriormente, Shepard foi para o Bell Labs e, em seguida, foi professor em Harvard antes de entrar para o corpo docente da Universidade de Stanford. Shepard é Professor Emérito Ray Lyman Wilbur de Ciências Sociais na Universidade de Stanford.
Seus ex-alunos incluem Lynn Cooper, Leda Cosmides, Rob Fish, Jennifer Freyd, George Furnas, Carol L. Krumhansl, Daniel Levitin, Michael McBeath e Geoffrey Miller.

## Pesquisa

### Generalização e representação mental

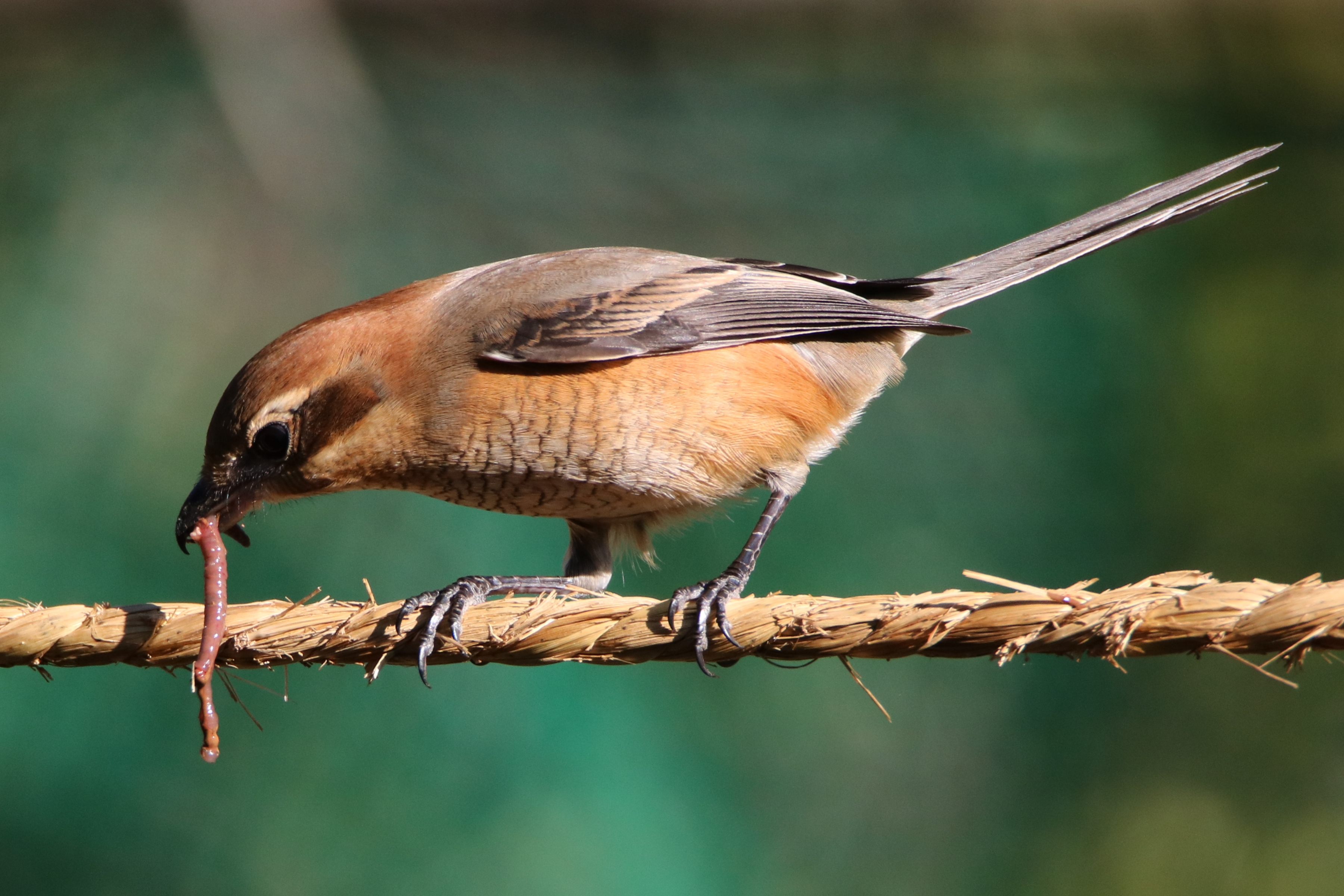
Pássaro com minhoca: explicando a generalização do estímulo, Shepard dá o exemplo de um pássaro que teve a experiência de um verme anterior generalizando para decidir se outro verme é comestível

Shepard começou a pesquisar mecanismos de generalização enquanto ainda era estudante de graduação em Yale: 
Eu estava agora convencido de que o problema da generalização era o problema mais fundamental com que se confrontava a teoria da aprendizagem. Como nunca encontramos exatamente a mesma situação total duas vezes, nenhuma teoria de aprendizagem pode ser completa sem uma lei que rege como o que é aprendido em uma situação se generaliza para outra.

### Escala multidimensional não métrica
Em 1958, Shepard conseguiu um emprego na Bell Labs, cujas instalações de computador possibilitaram que ele expandisse o trabalho anterior sobre generalização. Ele relata: "Isso levou ao desenvolvimento de métodos agora conhecidos como escalonamento multidimensional não-métrico – primeiro por mim (Shepard, 1962a, 1962b) e, em seguida, com melhorias, por meu colega matemático do Bell Labs Joseph Kruskal (1964a, 1964b)."
De acordo com a American Psychological Association, "o dimensionamento multidimensional não-métrico... forneceu às ciências sociais uma ferramenta de enorme poder para descobrir estruturas métricas a partir de dados ordinais sobre semelhanças."

### Rotação mental

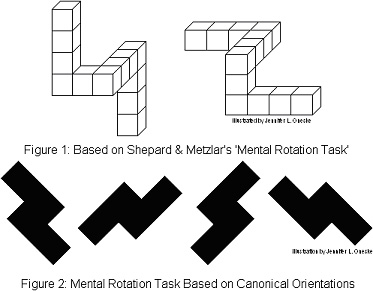
Tarefa de rotação mental. Montagens de cubos baseadas em desenhos de teste usados por Shepard e Metzler. Figuras bidimensionais semelhantes às usadas no trabalho de Shepard e Cooper

Inspirado por um sonho de objetos tridimensionais girando no espaço, Shepard começou a projetar experimentos para medir a rotação mental em 1968. A rotação mental envolve "imaginar como seria um objeto bidimensional ou tridimensional se girado para longe de sua posição vertical original."

### Ilusões óticas e auditivas

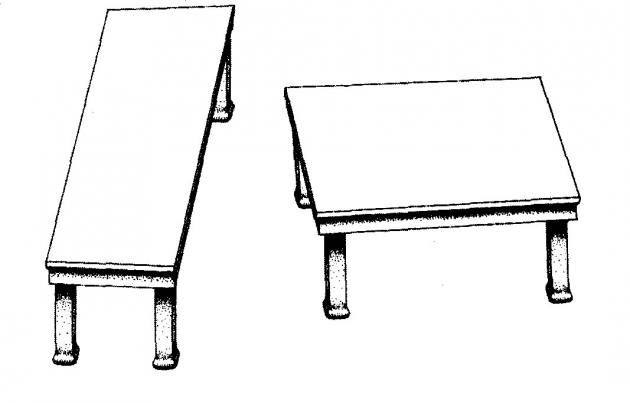
Ilusão de mesa de Shepard: os dois "tampos de mesa" são paralelogramos idênticos

Em 1990, Shepard publicou uma coleção de seus desenhos chamada Mind Sights: Original visual illusions, ambiguities, and other anomalies, with a commentary on the play of mind in perception and art. Uma dessas ilusões ("Virando a mesa", p. 48) foi amplamente discutida e estudada como a "ilusão de mesa de Shepard" ou "mesas de Shepard". Outros, como o elefante que confunde figura-fundo que ele chama de "dilema L'egs-istential" (p. 79) também são amplamente conhecidos.
Shepard também é conhecido por sua invenção da ilusão musical conhecida como tons de Shepard.

## Reconhecimento
A Review of General Psychology apontou Shepard como um dos mais "eminentes psicólogos do século 20" (55º em uma lista de 99 nomes, publicada em 2002). As classificações da lista foram baseadas em citações de periódicos, menções em livros didáticos e nomeações por membros da American Psychological Society.

Shepard foi eleito para a National Academy of Sciences em 1977 e para a American Philosophical Society em 1999. Em 1995, ele recebeu a Medalha Nacional de Ciência. A citação dizia: 
"Por seu trabalho teórico e experimental elucidando a percepção da mente humana do mundo físico e por que a mente humana evoluiu para representar objetos como o faz; e por dar um propósito ao campo da ciência cognitiva e demonstrar o valor de trazer os insights de muitas disciplinas científicas a serem utilizadas na resolução de problemas científicos."
Em 2006, ele ganhou o Prêmio Rumelhart.